# Aerenea albilarvata
Aerenea albilarvata là một loài bọ cánh cứng trong họ Cerambycidae.